# روبرت هانسن (قاتل متسلسل)
روبرت كريستيان هانسن (بالإنجليزية: Robert Christian Hansen) المعروف في وسائل الإعلام باسم «الخباز الجزار» قاتل متسلسل أمريكي. بين عامي 1971 و1983، قام هانسن باختطاف واغتصاب وقتل ما لا يقل عن 17 امرأة في أنكوراج وحولها في ألاسكا، اصطاد الكثيرات منهن في البرية مستخدما بندقية روجر ميني 14 وسكينا. اعتقل عام 1983 وأدين، وحكم عليه بالسجن لمدة 461 عامًا والسجن المؤبد دون إمكانية الإفراج المشروط.

## النشأة
وُلد روبرت كريستيان بوس هانسن في إستيرفيل، أيوا، في مستشفى كولمان في 15 فبراير 1939، وهو أكبر طفلين لأم أمريكية وأب دنماركي. انتقلت العائلة إلى ريتشموند، كاليفورنيا في عام 1942، لكنها عادت إلى ولاية أيوا في عام 1949، واستقرت في بوكاهونتاس. والدته إدنا مارجريت بيترسن، ووالده كريستيان هانسن (1907-1983) كان يمتلك مخبزًا في المدينة، وكان روبرت يعمل في المخبز. في شبابه، كان خجولًا بشكل مؤلم، وكان يعاني من التلعثم وكان وجهه مصابًا بحب الشباب بشكل شديد وهو ما ترك ندوبًا دائمة. لم يحظ هانسن بالاهتمام الذي أراده من الفتيات في المدرسة، فنشأ وهو يكرههن وتطورت لديه خيالات انتقامٍ قاسٍ.
طوال فترة الطفولة والمراهقة، وُصف هانسن بأنه هادئ ووحيد، وكانت علاقته صعبة مع والده. بدأ هانسن في ممارسة الصيد والرماية ،وغالبًا ما وجد ملاذًا له في هذه التسلية. في عام 1957، جُند هانسن في احتياطي جيش الولايات المتحدة وخدم لمدة عام قبل تسريحه. عمل لاحقًا كمدرب مساعد في أكاديمية الشرطة في بوكاهونتاس، أيوا. هناك، بدأ علاقة مع امرأة أصغر سنا. تزوجها في صيف عام 1960.

## الجرائم الأولى
في 7 ديسمبر 1960، ألقي القبض على هانسن بتهمة إحراق مرآب للحافلات المدرسية التابعة لمجلس التعليم في مقاطعة بوكاهونتاس، انتقامًا من عدم شعبيته وتجاهله في المدرسة الثانوية. قضى عشرين شهرًا من حكم قضائي بالسجن لمدة ثلاث سنوات في سجن أناموسا الولائي. أثناء سجنه، شخص بأنه مصاب بالاكتئاب الهوسي مع نوبات فصام. لاحظ الطبيب النفسي الذي أجرى التشخيص أن هانسن لديه "شخصية طفولية" وكان مهووسًا بالعودة إلى الأشخاص الذين شعر أنهم ظلموه. تقدمت زوجة هانسن بطلب للطلاق عندما كان مسجونًا.
على مدى السنوات القليلة التالية، سُجن هانسن عدة مرات بتهمة السرقة. في عام 1967، انتقل إلى أنكوراج، ألاسكا، مع زوجته الثانية التي تزوجها عام 1963 وأنجب منها طفلين. في أنكوريج، كان هانسن محبوبًا من جيرانه وقام بالعديد من جولات الصيد المحلية.
في ديسمبر 1971، اعتقل هانسن مرتين: الأولى لاختطاف ومحاولة اغتصاب ربة منزل مجهولة الهوية، ثم لاغتصاب بائعة هوى مجهولة الهوية. لم ينكر الاعتداء بسلاح مميت في جريمة ربة المنزل، وأسقطت تهمة الاغتصاب التي تورط هانسن فيها مع بائعة الهوى كجزء من صفقة الإقرار بالذنب. حُكم على هانسن بالسجن خمس سنوات، وبعد أن أمضى ستة أشهر من عقوبته، أفرج عنه وأُطلق سراحه بشرط الانضمام إلى مؤسسة تعنى بتأهيل المساجين. في عام 1976، أقر هانسن بأنه مذنب في جريمة سرقة بعد أن تم القبض عليه يسرق منشارًا من احد المتاجر وحُكم عليه بالسجن خمس سنوات وتلقى علاجًا نفسيًا لاضطراب ثنائي القطب. خففت محكمة ألاسكا العليا عقوبته، وأُطلق سراحه فيما بعد.

## جرائم القتل
يعتقد أن هانسن بدأ في القتل حوالي عام 1972. كان اسلوب عمله هو التقاط بائعات الهوى في سيارته وإجبارهم تحت تهديد السلاح على الذهاب إلى منزله، حيث يغتصبهم؛ ثم يطير بهم إلى منطقة منعزلة و "يصطادهم" عبر اطلاق النار عليهم أو طعنهم كما لو كان يصطادالحيوانات في جولة صيد برية.
يعتقد البعض أن أول ضحية لقتل هانسن كانت سيليا فان زانتن البالغة من العمر 18 عامًا. اختطفت فان زانتن في 22 ديسمبر 1971 ،وتجمدت حتى الموت في البرية بعد هروبها من خاطفها ؛ تم اكتشاف جثتها في 25 ديسمبر. حدث اختطاف فان زانتن بعد ثلاثة أيام من اعتداء هانسن على بائعة الهوى وقبل أربعة أيام من القبض عليه بعد شكواها في الشرطة. وبينما توجد بعض أوجه التشابه بين طريقة عمل هانسن واختطاف فان زانتن، لا يوجد دليل قاطع على أنه اختطفها، وقد نفى هو نفسه ضلوعه في وفاتها.
في 13 يونيو 1983 ، عرض هانسن على سيندي بولسون البالغة من العمر 17 عامًا 200 دولار لممارسة الجنس. عندما ركبت السيارة،أخرج مسدسًا واقتادها إلى منزله في مولدون. هناك، احتجزها وقام باغتصابها وتعذيبها. فيما بعد أخبرت الشرطة أنه بعد أن قام هانسن بتقييدها من رقبتها إلى عمود في قبو المنزل، أخذ غفوة على أريكة قريبة. عندما استيقظ، وضعها في سيارته وأخذها إلى مطار ميريل فيلد، حيث أخبرها أنه يعتزم "اصطحابها إلى الكوخ الخاص به" (كوخ في منطقة نهر كنيك في وادي ماتانوسكا-سوسيتنا يمكن الوصول إليه فقط عن طريق القارب أو طائرة الأدغال). رأت بولسون، التي كانت مكبلة وجالسة في المقعد الخلفي للسيارة فرصة للهروب عندما كانهانسن مشغولاً بتفقد طائرته، بايبر PA-18. أثناء انشغال هانسن، زحفت بولسون من المقعد الخلفي، وفتحت الباب الجانبي للسائق ،وركضت باتجاه الجادة السادسة المجاورة.
أخبرت بولسون الشرطة في وقت لاحق أنها تركت حذاءها الرياضي الأزرق في المقعد الخلفي لسيارة هانسن كدليل على أنها كانت في السيارة. أصيب هانسن بالذعر وطاردها، لكن بولسون وصلت إلى الجادة السادسة أولاً وتمكنت من إيقاف شاحنة عابرة. اخذ سائق الشاحنة بولسون الى نُزل Mush Inn، حيث قفزت من الشاحنة وركضت إلى الداخل. بينما ناشدت الموظف للاتصال بصديقها في نُزل Big Timber، وقام بالاتصال بالشرطة للإبلاغ عن حالة بولسون.
عندما وصل ضباط قسم شرطة أنكوراج  إلى Mush Inn ، قيل لهم أن بولسون قد أخذت سيارة أجرة إلى Big Timber Motel. وصل ضباط الشرطة إلى نُزل Big Timber ووجدوا بولسون، وهي لاتزال مكبلة اليدين. تم نقلها إلى مقر الشرطة، حيث وصفت الجاني. عند استجواب هانسن من قبل ضباط الشرطة، نفى الاتهام، مشيرًا إلى أن بولسون كانت تحاول فقط التسبب في مشاكل له لأنه لم يدفع مقابل ابتزازها. على الرغم من أن هانسن خاض عدة مواجهات سابقة مع قوى انفاذ القانون، إلا أن سلوكه الوديع ووظيفته كخباز متواضع، بالإضافة إلى حجة غيابه من صديقه جون هينينج، قللت من من اعتباره مشتبهًا رئيسيًا فيه.
كان المحقق جلين فلوث من شرطة ولاية ألاسكا جزءًا من فريق يحقق في اكتشاف العديد من الجثث في وحول منطقة أنكوريج وسيواردومنطقة وادي ماتانوسكا-سوسيتنا. تم العثور على أول الجثث من قبل عمال البناء بالقرب من طريق إكلوتنا. ولم يتم التعرف على الجثة التي أطلق عليها المحققون اسم "إكلوتنا آني". في وقت لاحق من ذلك العام ، تم اكتشاف جثة جوانا ميسينا في حفرة من الحصى بالقرب منسيوارد ، وفي عام 1982 تم اكتشاف رفات شيري مورو البالغة من العمر 23 عامًا في قبر ضحل بالقرب من نهر كنيك. اعتقد فلوث أن النساء الثلاث قُتلن على يد نفس الجاني.
اتصل فلوث بالعميل جون دوغلاس من مكتب التحقيقات الفيدرالي وطلب المساعدة في استخراج نمط الجاني بناءً على الجثث الثلاث المستردة. اعتقد دوغلاس أن القاتل سيكون صيادًا متمرسًا مع تدني احترام الذات، وله تاريخ من الرفض من قبل النساء، وسيشعر بأنه مضطر للاحتفاظ بـ "تذكارات" من جرائم القتل، مثل مجوهرات الضحية. كما أشار إلى أن المعتدي قد يعاني من التأتأة. باستخدام هذه المعطيات، حقق فلوث في المشتبه بهم المحتملين حتى قاده التحقيق إلى هانسن، الذي انطبق عليه النمط الجنائي.
بدعم من شهادة بولسون وملف تعريف دوغلاس ، حصل فلوث والشرطة على مذكرة لتفتيش طائرة هانسن ومركباته ومنزله. في 27 أكتوبر 1983، اكتشف المحققون مجوهرات تخص بعض النساء المفقودات بالإضافة إلى مجموعة من الأسلحة النارية في مخبأ في منزل هانسن. كما تم العثور على مخطط طيران به 37 علامة "x" صغيرة، مخبأة في المنزل. تطابق العديد من هذه العلامات المواقع التي تم العثور على جثث فيها سابقًا (تم اكتشاف الآخرين لاحقًا في المواقع المحددة على مخطط الطيران).
عندما واجه هانسن الأدلة الموجودة في منزله، أنكر ذلك بشدة، لكنه بدأ في النهاية بإلقاء اللوم على النساء وحاول تبرير أفعاله. في نهاية المطاف، اعترف بكل عنصر من الأدلة التي واجهته الشرطة بها، واعترف بسلسلة من الهجمات ضد عدد من النساء في ألاسكا ابتداءً منعام 1971. كان ضحايا هانسن الأوائل من الفتيات أو الشابات ، عادةً بين سن 16 و 19 عامًا وليسوا من بائعات اله، على عكس الضحايا. الذي أدى إلى اكتشافه.

## الضحايا
يعتقد بأن هانسن اغتصب واعتدى على أكثر من ثلاثين امرأة في ألاسكا ، وقتل ما لا يقل عن سبع عشرة امرأة.
لم يُتهم هانسن رسميًا إلا بأربعة جرائم قتل، كما وجهت إليه تهمة اختطاف واغتصاب سيندي بولسون، التي قادت الشرطة إلى اعتقاله.

## السجن
بمجرد القبض عليه ، اتُهم هانسن بالاعتداء والاختطاف وجرائم أسلحة متعددة والسرقة والاحتيال في التأمين. كانت التهمة الأخيرة تتعلق بدعوى مقدمة إلى شركة التأمين بشأن السرقة المزعومة لبعض الجوائز؛ استخدم العائدات لشراء طائرته. في المحاكمة، ادعى أنه استعاد الجوائز في فناء منزله الخلفي لكنه نسي إبلاغ شركة التأمين.
دخل هانسن في صفقة الإدعاء عام بعد أن أعادت اختبارات المقذوفات تطابق بين الرصاص الذي تم العثور عليه في مسارح الجريمة وبندقية هانسن. أقر بأنه مذنب في أربع جرائم قتل التي كانت لدى الشرطة أدلة عليها وقدم تفاصيل عن ضحاياه الآخرين مقابل قضاء عقوبته في سجن فيدرالي، إلى جانب عدم وجود تغطية في الصحافة. كان الشرط الآخر لصفقة الإقرار بالذنب هو مشاركته في فك رموز العلامات على مخطط الطيران الخاص به وتحديد أماكن جثث ضحاياه. أكد هانسن نظرية الشرطة حول كيفية اختطاف النساء، مضيفًا أنه في بعض الأحيان يترك ضحية محتملة تذهب إذا أقنعته بأنها لن تبلغ الشرطة عنه. وأشار إلى أنه بدأ القتل في أوائل السبعينيات.
أظهر هانسن للمحققين سبعة عشر قبرا في جنوب وسط ألاسكا وحولها ، 12 منها غير معروفة للمحققين. لا تزال هناك علامات في مخطط الطيران الخاص به رفض الاخبار عنها. استخرجت الشرطة رفات 12 ضحية (من اصل 21 ضحية محتملة) وأعادتهم إلى عائلاتهم.
حُكم على هانسن بالسجن 461 عامًا دون إمكانية الإفراج المشروط. تم سجنه لأول مرة في سجن في لويسبيرغ، بنسلفانيا. في عام 1988، أُعيد إلى ألاسكا وسُجن لفترة وجيزة في مركز ليمون كريك الإصلاحي. كما تم سجنه في مركز سبرينغ كريك الإصلاحي فيسيوارد حتى مايو 2014، عندما تم نقله إلى مجمع أنكوراج الإصلاحي لأسباب صحية.

## الوفاة
توفي هانسن في 21 أغسطس 2014، عن عمر يناهز 75 عامًا، في مستشفى ألاسكا الإقليمي في أنكوريج،لأسباب طبيعية من الظروف الصحية المستمرة.

## في الثقافة العامة
في السينما
فيلم الأرض المتجمدة (2013)، لعب جون كيوزاك دور هانسن ولعب نيكولاس كيج دور الرقيب جاك هالكومب (شخصية مبنية على جلين فلوث) فانيسا هادجنز بدور الضحية الناجية سيندي بولسون.

## أنظر أيضا
قائمة القتلة المتسلسلين بحسب أعداد الضحايا
قائمة القتلة المتسلسلين حسب البلد